# Örn (Vorname)
Örn ist ein isländischer und schwedischer männlicher Vorname.

## Herkunft und Bedeutung
Örn leitet sich ab von der altnordischen Form Ǫrn und bedeutet Adler. Verwandt sind Namensformen wie Árni, Arnar, Arne usw., vgl. dazu Arn (Vorname).
Der Name Örn gehörte 2013 zu den 100 beliebtesten Namen in Island.
Der Name wird zudem gern als zweiter Vorname verliehen, an dieser Stelle war er 2005 der zweitbeliebteste Name nach Þór.

## Namensträger
- Örn Arnarson (Schriftsteller) (1884–1942), isländischer Schriftsteller
- Örn Arnarson (Schwimmer) (* 1981), isländischer Schwimmer
- Örn Clausen (1928–2008), isländischer Leichtathlet
- Mugison (eigentlich Örn Elías Guðmundsson; * 1976), isländischer Musiker und Sänger
- Ásgeir Örn Hallgrímsson (* 1984), isländischer Handballspieler
- Einar Örn Benediktsson (* 1962), isländischer Musiker
- Hilmar Örn Hilmarsson (kurz: HÖH, * 1958), isländischer Musiker
- Hólmar Örn Eyjólfsson (* 1990), isländischer Fußballspieler
- Markús Örn Antonsson (* 1943), isländischer Politiker
- Ævar Örn Jósepsson (* 1963), isländischer Kriminalschriftsteller, Journalist und Übersetzer